# Jonathan Tuffey
Jonathan Tuffey (Banbridge, 20 gennaio 1987) è un calciatore nordirlandese, portiere del Crusaders.

## Palmarès

### Club

#### Competizioni nazionali
- County Antrim Shield: 1

Linfield: 2013-2014